# 쇼 토요특급 (KBS)
《쇼 토요특급》는 KBS에서 방송됐던 대한민국의 음악 텔레비전 프로그램이다.

## 방송 시간
| 방송 채널 | 방송 기간                         | 방송 시간                | 비고 |
| --------- | --------------------------------- | ------------------------ | ---- |
| KBS 1TV   | 1990년 6월 16일 ~ 1991년 5월 18일 | 매주 토요일 밤 8시 ~ 9시 |      |

## 역대 진행자
- 고현정
- 임하룡

## 특이 사항
본래 1990년 4월 7일에 종영한 쇼 특급의 후속 프로그램으로 같은 해 4월 14일부터 편성할 예정이었으나, 이틀 전(4월 12일)부터 일어난 1990년 KBS 사태로 인해 첫방송이 6월 16일로 연기되었다.

## 타이틀 변천사
| 기수     | 타이틀                 | 방송 기간                           |
| -------- | ---------------------- | ----------------------------------- |
| 공동 1기 | 가요대행진             | 1970년대 중반 ~ 1980년 9월 13일     |
| 공동 1기 | 여의도 청백전          | 1970년대 ~ 1980년 9월 14일          |
| 2기      | 100분쇼                | 1980년 9월 20일 ~ 1986년 5월 24일   |
| 3기      | 쇼86                   | 1986년 5월 31일 ~ 1986년 11월 1일   |
| 4기      | 쇼 여러분              | 1986년 11월 8일 ~ 1987년 2월 28일   |
| 5기      | 쇼 특급                | 1987년 3월 7일 ~ 1990년 4월 7일     |
| 6기      | 쇼 토요특급            | 1990년 6월 16일 ~ 1991년 5월 18일   |
| 7기      | 토요 대행진            | 1991년 5월 25일 ~ 1992년 10월 3일   |
| 8기      | 전원집합 토요 대행진   | 1992년 10월 10일 ~ 1993년 10월 16일 |
| 9기      | 토요일 7시가 좋다      | 1994년 10월 15일 ~ 1995년 4월 29일  |
| 10기     | 출발 토요대행진        | 1995년 5월 6일 ~ 1996년 3월 2일     |
| 11기     | 토요일 전원출발        | 1996년 3월 9일 ~ 1998년 2월 14일    |
| 12기     | 자유선언 오늘은 토요일 | 1998년 10월 17일 ~ 2001년 4월 28일  |
| 13기     | 쇼 여러분의 토요일     | 2001년 5월 5일 ~ 2001년 11월 3일    |
| 14기     | 자유선언 토요대작전    | 2001년 11월 10일 ~ 2003년 11월 1일  |
| 15기     | 천하무적 토요일        | 2009년 4월 25일 ~ 2010년 12월 25일  |
| 16기     | 자유선언 토요일        | 2011년 6월 4일 ~ 2012년 3월 31일    |
| 17기     | 불후의 명곡            | 2011년 6월 4일 ~ 현재               |

## 같이 보기
- 쇼 특급 - 전작
- 토요 대행진 - 후속작
- 토요일 토요일은 즐거워 (MBC)